# Missy Elliott
Pour les articles homonymes, voir Elliott.
Melissa Arnette « Missy » Elliott, née le 1er juillet 1971 à Portsmouth, en Virginie, est une rappeuse, auteure-compositrice et productrice américaine.
En tant que productrice et compositrice, elle travaille aux côtés de chanteurs tels que Mariah Carey, Whitney Houston, Janet Jackson, Keyshia Cole, Ciara, G-Dragon, Monica et Lil Kim. À la fin des années 1990, Elliott devient une artiste solo. Rappeuse, elle remporte cinq Grammy Awards et vend plus de 30 millions d'albums aux États-Unis. Missy Elliott est, avec Nicki Minaj et Cardi B, l’une des trois seules rappeuses à être certifiées au moins six fois disque de platine par RIAA.

## Biographie

### Enfance
Missy Elliott naît le 1er juillet 1971 à Portsmouth, une ville américaine située dans l'est du Commonwealth de Virginie. Elle est l'enfant unique de Patricia, coordinatrice dans une société d'énergie, et de Ronnie, un Marine,. Dès l'âge de 4 ans, elle veut être chanteuse, mais personne ne la prend au sérieux. La jeune Melissa fait souvent le pitre en classe. En raison de la carrière de son père, elle déménage dans un mobile home à Jacksonville en Caroline du Nord. La jeune Missy s’épanouit alors à l'école. Un test de QI révèle une intelligence supérieure à la moyenne, ce qui lui permet de sauter des classes. Mais cela l'isole fortement des autres élèves. Sa famille retourne ensuite en Virginie, dans un appartement délabré.
À l'âge de huit ans, elle a été violée presque chaque jour par un cousin de 16 ans, jusqu'à ce qu'une tante découvre ces abus presque un an plus tard. Le père de Missy est également très violent, surtout envers sa mère, qu'il bat régulièrement. À l'âge de 14 ans, sa mère et elle s'échappent du domicile familial.

### Débuts (1991–1995)
Dans les années 1990, elle forme un groupe de R'n'B nommé Fayze avec ses amies LaShawn Shellman, Chonita Coleman et Radiah Scott. Elles recrutent ensuite un voisin de Missy, Timothy Mosley, qui devient producteur du groupe. Elles sortent alors des démos. En 1991, Fayze est repéré par DeVante Swing, membre du groupe Jodeci. Les filles et Timothy déménagent vers New York et signent sur le label Elektra Records. Le groupe est alors renommé Sista et DeVante surnomme Timothy… Timbaland. DeVante prend également sous son aile le rappeur Magoo. Tous forment alors le collectif Swing Mob, avec des artistes comme Ginuwine, Tweet ou encore le groupe Playa.
En 1993, Missy écrit et rappe sur le titre That's What Little Girls Are Made of de Raven-Symoné, puis apparaît sur les albums de Jodeci Diary of a Mad Band (1993) et The Show, the After Party, the Hotel (1995). En 1994, DeVante et Timbaland produisent le premier album de Sista, 4 All the Sistas Around da World, avec le single Brand New. Mais le label Elektra bloque la sortie de l'album. Le collectif Swing Mob se disperse : Elliott, Timbaland, Magoo, Ginuwine et Playa se réunissent et s'éloignent de DeVante.

### Nouveaux albums etSupa Dupa Fly(1996–1998)
Après les années Swing Mob, Missy et Timbaland s'associent pour produire des artistes comme les groupes SWV et 702. Mais c'est surtout avec la jeune Aaliyah qu'ils rencontrent le succès. Ils produisent 9 titres de son 2e album, One in a Million en 1996. L'album est un succès et consacre le duo de producteurs. Ils collaborent ensuite avec le groupe Total, Nicole Wray ou encore les Destiny's Child. Missy tente également de développer sa carrière de chanteuse solo. Elle apparaît d'abord sur le remix de The Things That You Do de Gina Thompson avec Notorious B.I.G. et Puff Daddy. Elle collabore ensuite avec MC Lyte pour le tube Cold Rock a Party en 1996. Puff Daddy pense alors la faire signer sur son label Bad Boy Records. Elle signe cependant sur EastWest Records, une division d'Elektra Entertainment Group, et y crée son propre label The Goldmind Inc., pour développer sa carrière solo.
En 1997, Missy Elliott sort son premier album studio Supa Dupa Fly, majoritairement produit par Timbaland. Bien aidé par le single The Rain, l'album rencontre le succès et est certifié disque de platine. Elle se fait remarquer par son originalité et grâce à ses clips réalisés par Hype Williams. En 1998, elle est sélectionnée aux Grammy Awards dans la catégorie « Meilleur album rap ».

### Da Real WorldetMiss E… So Addictive(1999–2001)
En 1999, elle sort un 2e album plus sombre et plus travaillé, Da Real World. Elle explique que celui-ci a nécessité deux mois d'enregistrement, contre seulement une semaine pour le premier. L'album se vend à 1,5 million aux États-Unis et trois millions dans le monde. Il contient les singles Hot Boyz et All 'n My Grill avec Nicole Wray et Big Boi d'OutKast. Ce dernier sera remixé en duo avec le français MC Solaar. En parallèle, elle apparaît avec Da Brat sur le remix de Heartbreaker de Mariah Carey.
Elle produit et collabore à l'album Hot de l'ex-Spice Girls Melanie Brown en 2000 dont est tiré le titre I Want You Back. Elle revient en 2001 avec Miss E… So Addictive, un album davantage pop avec des titres teintés d'electro comme One Minute Man avec Ludacris et Trina ou encore 4 My People (remixé ensuite par Basement Jaxx). Le titre Get Ur Freak On est nommé dans les catégories meilleure chanson R&B et meilleure prestation rap en solo de la 44e cérémonie des Grammy Awards. Dans le titre Take Away, elle rend hommage à son amie Aaliyah, tragiquement décédée quelques mois avant. En 2002, elle produit notamment le titre Oops (Oh My) de Tweet et la signe sur son label Goldmine Inc. On la retrouve également en featuring avec Acid Prank. 

### Under ConstructionetThis Is Not a Test!(2002–2004)
Pour son album suivant, Under Construction, elle décide avec Timbaland de revenir à un style davantage « old school » en utilisant notamment de vieux samples rap comme Peter Piper de Run–D.M.C. ou Double Dutch Bus de Frankie Smith. L'album sort en 2002 et contient les singles Work It et Gossip Folks avec Ludacris. Le clip de Gossip Folks est alors l'une des vidéos les plus diffusées sur MTV, MTV2, MTV Jams et BET. Bien que n'ayant pas un succès en radio aussi important que Work It, Gossip Folks est célèbre dans la communauté des danseurs hip-hop qui utilisent beaucoup le titre, notamment le remix avec Fatboy Slim.
L'album se vend à 2,1 millions sur le sol américain, ce qui représente à l'époque un record pour une artiste rap. Elle est alors nommée au Grammy Award de l'album de l'année et du meilleur album rap. Pour le New York Times, Under Construction est le meilleur album de l'année.
Elle produit ensuite le remix d'American Life de Madonna, American Dream Remix avec Tweet. Elle collabore ensuite avec Timbaland & Magoo sur le titre Cop That Shit. Après le succès d'Under Construction, le label pousse Missy à sortir rapidement un nouvel album. Cet album, This Is Not a Test!, sort en novembre 2003 et contient les singles Pass That Dutch et I'm Really Hot. Mais ces titres ne rencontrent pas un énorme succès, tout comme l'album. La même année, elle apparaît sur le titre Party to Damascus de Wyclef Jean et Tush de Ghostface Killah. Elle joue ensuite son propre rôle dans le film de danse Honey avec Jessica Alba. En 2004, elle collabore avec la chanteuse  Ciara pour le tube 1, 2 Step. Courant 2005, elle développe l'émission de télé-réalité musicale The Road to Stardom With pour le réseau UPN. L'audience est assez importante. La gagnante est Jessica Betts.

### The CookbooketRespect M.E.(2005–2006)
En 2005, après l'échec commercial de This Is Not a Test!, Missy veut apporter quelque chose de nouveau avec The Cookbook. Ainsi, son habituel collaborateur Timbaland ne produit qu'un seul titre, au profit de producteurs moins célèbres comme Qur'an H. Goodman, Bangladesh ou Warryn Campbell. Le succès est au rendez-vous et l’album débute numéro 2 au Billboard 200. Le premier extrait, Lose Control, avec Ciara et Fatman Scoop est un grand succès et atteint même la 3e place du Billboard Hot 100. L'album est ensuite certifié disque d'or par la RIAA. En 2006, sort la compilation Respect M.E. qui contient ses plus grands succès.

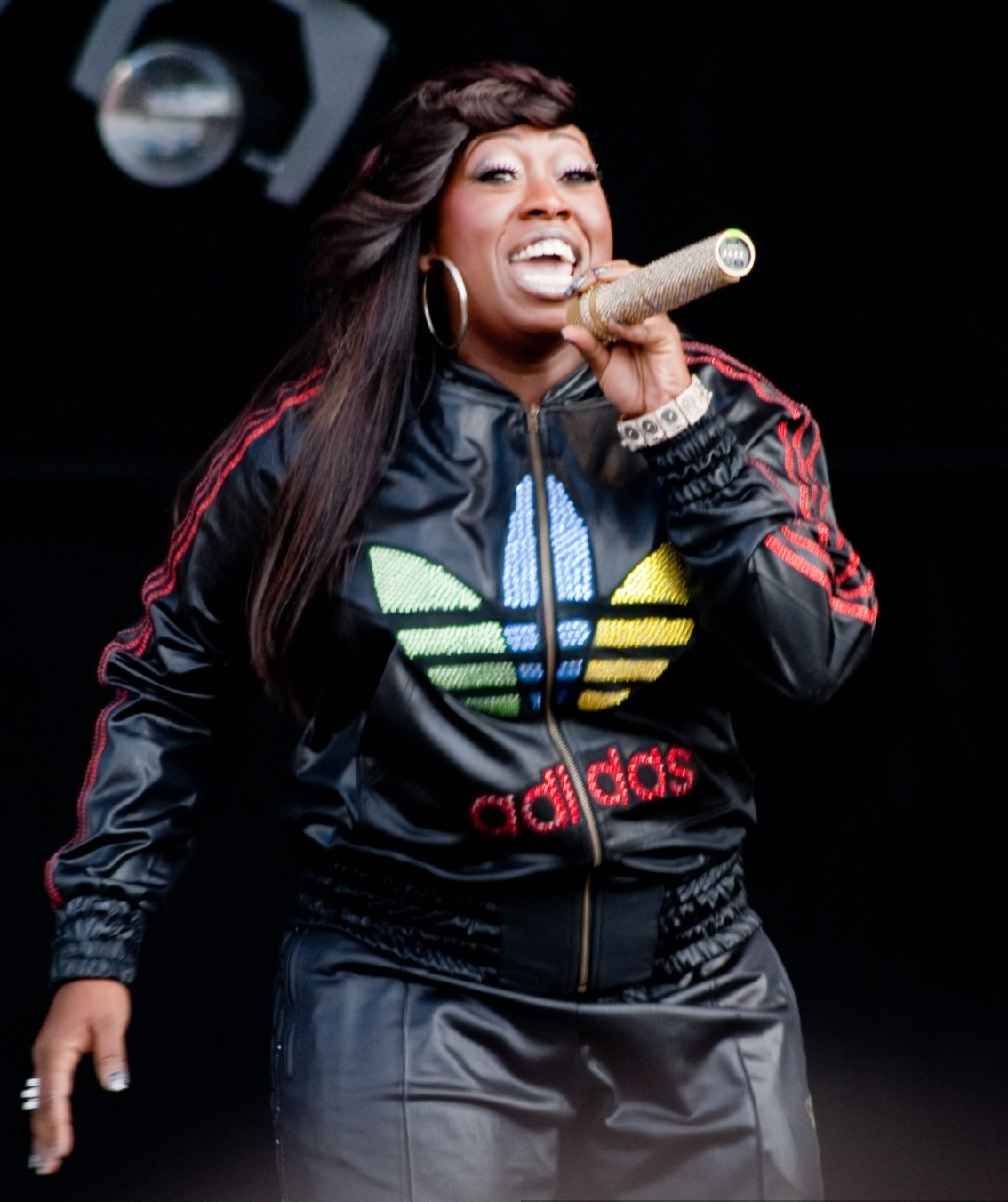
2006

### Depuis 2007
En 2008, elle apparaît avec le titre Ching-a-Ling sur la bande originale du film Sexy Dance 2. Dans la foulée, elle annonce la sortie d'un nouvel album Block Party, prévu pour 2009. Mais rien ne vient et Missy s'éloigne de la scène musicale. Elle ne justifiera cette absence qu'en juin 2011, où elle déclare à People magazine qu'en 2008, ses médecins lui ont diagnostiqué une maladie incurable. Elle explique alors être atteinte de la Maladie de Basedow, une maladie auto-immune qui affecte la thyroïde et ne peut être soignée, même si les médicaments permettent de l'atténuer. À cette incapacité de bouger se sont ajoutés d'autres symptômes : perte de cheveux, rythme cardiaque trop rapide, étourdissements, sautes d'humeur, maux de gorge, yeux exorbités.
À l'été 2010, elle part cependant en tournée en Europe, Asie, Afrique et Australie. En 2011, après un traitement long et éprouvant, Missy Elliott envisage de sortir enfin son projet Block Party. Elle a collaboré avec Demi Lovato pour le titre All Night Long.
Elle fait une apparition au spectacle de la mi-temps du Super-Bowl, le 1er février 2015, invitée par Katy Perry dans laquelle elle a interprété un medley de ses chansons Get Ur Freak On, Work It et Lose Control.
Le 12 novembre 2015, est publié son nouveau clip intitulé WTF (Where they from) en collaboration avec Pharell Williams.
En mai 2018, la chanteuse Ariana Grande annonce qu’elle a collaboré avec Missy Elliott sur Borderline, une chanson produite par Pharrell Williams qui fait partie du prochain album d’Ariana Grande nommé Sweetener qui devrait sortir dans le courant du mois d’août.
Alors qu'un 7e album studio est attendu depuis des années, elle sort l'EP Iconology en aout 2019, quelques heures après l'avoir annoncé sur les réseaux sociaux.

## Discographie

### Albums studio
- 1997 : Supa Dupa Fly (Elektra / Asylum)
- 1999 : Da Real World (Elektra / Asylum)
- 2001 : Miss E... So Addictive (Elektra / Asylum)
- 2002 : Under Construction (Goldmind / Elektra)
- 2003 : This Is Not a Test! (Goldmind / Elektra)
- 2005 : The Cookbook (Goldmind / Atlantic)

### Compilations et EP
- 2006 : Respect M.E. (Atlantic)
- 2019 : Iconology' (Atlantic)

## Collaborations et productions
- Beyoncé - Signs
- Sista - 4 All the Sistas Around da World
- Aaliyah - One in a Million
- 702 - No Doubt
- Destiny's Child - Writing's on the Wall
- Mariah Carey - Rainbow, Remixes
- Da Brat - Sock It 2 Me
- Ginuwine - Ginuwine...The Bachelor...
- Timbaland - Welcome to Our World - Up Jumps Da Boogie - Tim's Bio - Underconstructon Part. 2 - Cop That Disc
- Nicole - Make It Hot - 11:11
- Playa - Cheers 2 U
- Janet Jackson - All for You
- Jodeci - Show, the After Party, the Hotel
- MC Lyte - Seven & Seven
- Taral Hicks - This Time
- LSG - Levert.Sweat.Gill
- Lil' Kim, Da Brat, Left Eye & Angie Martinez - Not Tonight (Ladies Night Remix)
- Karen Clark-Sheard - 2nd Chance
- New Edition - I'm Still in Love With You
- Total - What About Us - Kima, Keisha & Pam
- SWV - Release Some Tension
- Yo-Yo - Ebony
- Whitney Houston - My Love Is Your Love
- Christina Aguilera - Car Wash
- Christina Aguilera, P!nk, Mya & Lil' Kim - Lady Marmalade
- Tamia - Nu Day
- Method Man - Blackout!
- Redman - Malpractice
- Mary J. Blige - No More Drama
- Dani Stevenson - Honk Your Horn
- Me'shell Ndegeocello - Cookie: The Anthropological Mixtape
- Tweet - Southern Hummingbird, It's Me Again
- Mr. Cheeks - Lights, Camera, Action!
- Trina - Diamond Princess
- Puff Daddy - We Invented the Remix
- Noreaga - Melvin Flynt—Da Hustler
- Ms Jade - Girl Interrupted
- Lil' Kim - La Bella Mafia
- Monica - After the Storm
- Mya - Moodring
- xXx (OST) - Lights, Camera, Action! (Club Mix) Mr. Cheeks, Missy Elliott & P. Diddy
- Bait (OST) - Quick Rush Total & Missy Elliott
- The Fighting Temptations (OST)
- Loon - Loon
- Why Do Fools Fall in Love (OST), Get Contact - Missy Elliott & Busta Rhymes
- Le Transporteur (OST) - Scream AKA Itchin'
- Honey (OST) - Blaque - I'm Good
- Method Man - Tical 0: The Prequel
- Ghostface Killah - Pretty Toney Album
- Nelly - Sweat
- Shark Tale (OST)
- Sessions @ AOL (Live) (Various Artists)
- Fantasia Barrino - Free Yourself
- "4 my People"  Remixé Basement Jaxx
- Ciara Harris - Lose Control
- Ciara Harris - Work
- The Pussycat Dolls - Whatcha Think About That
- Danity Kane - Bad Girl ft. Missy Elliott
- Katy Perry -  Last Friday Night (T.G.I.F) (Remix) ft. Missy Elliott
- Demi Lovato - All Night Long ft. Missy Elliott & Timbaland
- J. Cole     - Nobody's Perfect ft.Missy Elliott
- Ratatat - Wake Up
- Little Mix - How Ya Doin'? ft. Missy Elliott
- G-Dragon - Niliria (닐리리아) ft. Missy Elliott
- Fall Out Boy - Ghostbuster (I'm not afraid) ft. Missy Elliott
- Ariana Grande - Borderline ft. Missy Elliott
- Dua Lipa - Dua Lipa - Levitating (feat. Madonna and Missy Elliott)
- Fifth Harmony - I'm not that kinda girl ft. Missy Elliott
- Lizzo - Tempo (feat Missy Elliott)
- Bree Runway - ATM
- Flo - Fly girl feat Missy Elliot

## Producteurs
- Devante Swing,
- Timbaland
- Missy Elliott
- Craig Brockman
- D-Man
- Jay Brown
- Nisan Stewart
- Craig « Boogie » Brockman, Associates
- The Avila Brothers
- Bangladesh
- Warryn Campbell
- El Loco
- Qur'an H. Goodman
- Rich Harrison
- Keith Lewis
- Saint Nick
- Scott Storch
- Danja
- Souldiggaz
- Point Guard
- T.Gooch

## Filmographie
- 1997 : The Chris Rock Show (série télévisée) - Saison 2, épisode 4 : elle-même
- 1997 : La Vie de famille (Family Matters) (série télévisée) - Saison 9, épisode 10 : elle-même
- 1998 : Les Frères Wayans (The Wayans Bros.) (série télévisée) - Saison 5, épisode 7 : elle-même
- 2001 : Pootie Tang de Louis C.K. : Diva
- 2003 : Honey de Bille Woodruff : elle-même
- 2004 : Fade to Black de Pat Paulson & Michael John Warren : elle-même
- 2004 : Gang de requins (Shark Tale) de Rob Letterman, Vicky Jenson et Éric Bergeron : Missy (voix / non créditée)
- 2017 : Star (série télévisée) - Saison 1, 2 épisodes : Pumpkin
- 2025 : Golden de Michel Gondry (film annulé définitivement)